# Scheune Gut Sandbeck
Die Große Scheune Gut Sandbeck, Sandbeckstraße 13, Ecke Burgstraße, in der niedersächsischen Stadt Osterholz-Scharmbeck, stammt aus der Mitte des 18. Jahrhunderts. Aktuell (2025) wird sie als Theaterscheune beim Kulturzentrum Gut Sandbeck genutzt.
Das Gebäude steht unter Denkmalschutz (siehe auch Liste der Baudenkmale in Osterholz-Scharmbeck).

## Geschichte und Beschreibung
Das ehemalige Rittergut Sandbeck wurde um 1575 gebaut, im 1233 erstmals erwähnten Ort Sandbeck in der Nähe zum Kloster Osterholz.
Die eingeschossige große giebelständige Scheune als Vierständer-Hallenhaus in Fachwerk mit Steinausfachungen, ziegelgedecktem Krüppelwalmdach und der Grooten Door mit Rundbogen wurde um 1850 gebaut. Sie hat eine Längs- und eine Quereinfahrt. Die Theaterscheune wird als Stadttheater vom  TiO THEATER IN OHZ, der Scharmbecker Speeldeel, von Oktober bis März bespielt, wobei Musik- und Kriminalstücke, Komödien und Dramen zum Programm gehören. Die Kreismusikschule Osterholz, der Kunstverein Osterholz und die Volkshochschule sind weitere Veranstalter im Kulturzentrum.
Das Gebäude musste 2024 umfangreich saniert werden.